# Phước Bình, Thủ Đức
Phước Bình là một phường thuộc thành phố Thủ Đức, Thành phố Hồ Chí Minh, Việt Nam.

## Địa lý
Phường Phước Bình nằm ở trung tâm thành phố Thủ Đức, có vị trí địa lý:
- Phía đông và phía bắc giáp phường Phước Long B
- Phía tây giáp phường Phước Long A
- Phía nam giáp phường An Phú.

Phường có diện tích 0,98 km², dân số năm 2021 là 17.935 người,  mật độ dân số đạt 18.301 người/km².

## Lịch sử
Dưới thời Việt Nam Cộng hòa, Phước Bình là một xã thuộc quận Thủ Đức, tỉnh Gia Định. Xã Phước Bình được thành lập vào năm 1972 trên cơ sở tách một phần ấp Bình Thái 2 thuộc xã Phước Long Xã cùng quận.
Sau năm 1975, xã Phước Bình thuộc huyện Thủ Đức, Thành phố Hồ Chí Minh.
Ngày 6 tháng 1 năm 1997, Chính phủ ban hành Nghị định số 03-CP. Theo đó:
- Chuyển xã Phước Bình về Quận 9 mới thành lập
- Thành lập phường Phước Bình trên cơ sở toàn bộ 60 ha diện tích tự nhiên và 15.256 người của xã Phước Bình; 28 ha diện tích tự nhiên và 1.600 người của xã Phước Long.

Sau khi thành lập, phường có 88 ha diện tích tự nhiên và 16.856 người.
Ngày 9 tháng 12 năm 2020, Ủy ban thường vụ Quốc hội ban hành Nghị quyết 1111/NQ-UBTVQH14 về việc thành lập thành phố Thủ Đức trên cơ sở sáp nhập toàn bộ diện tích và dân số của Quận 2, Quận 9 và quận Thủ Đức, phường Phước Bình thuộc thành phố Thủ Đức như hiện nay.